# Chōhō (Ära)
Chōhō (japanisch 長保) ist eine japanische Ära (Nengō) von  März 999 bis August 1004 nach dem gregorianischen Kalender. Der vorhergehende Äraname ist Chōtoku, die nachfolgende Ära heißt Kankō. Die Ära fällt in die Regierungszeit des Kaisers (Tennō) Ichijō.
Der erste Tag der Chōhō-Ära entspricht dem 1. Februar 999, der letzte Tag war der 7. August 1004. Die Chōhō-Ära dauerte sechs Jahre oder 2014 Tage.

## Ereignisse
- Fujiwara no Michinaga übernimmt als Minister zur Linken die Macht am kaiserlichen Hof